# Andreas Bernhard Söhngen
Andreas Bernhard Söhngen (* 14. Februar 1864 in Oberlahnstein, Herzogtum Nassau; † 1920 in Frankfurt am Main) war ein deutscher Landschafts-, Architektur- und Stilllebenmaler, Zeichner, Radierer und Lithograf.

## Leben

Das Mainbernheimer Tor in Iphofen, Kreidezeichnung, 1907, Städelsches Kunstinstitut

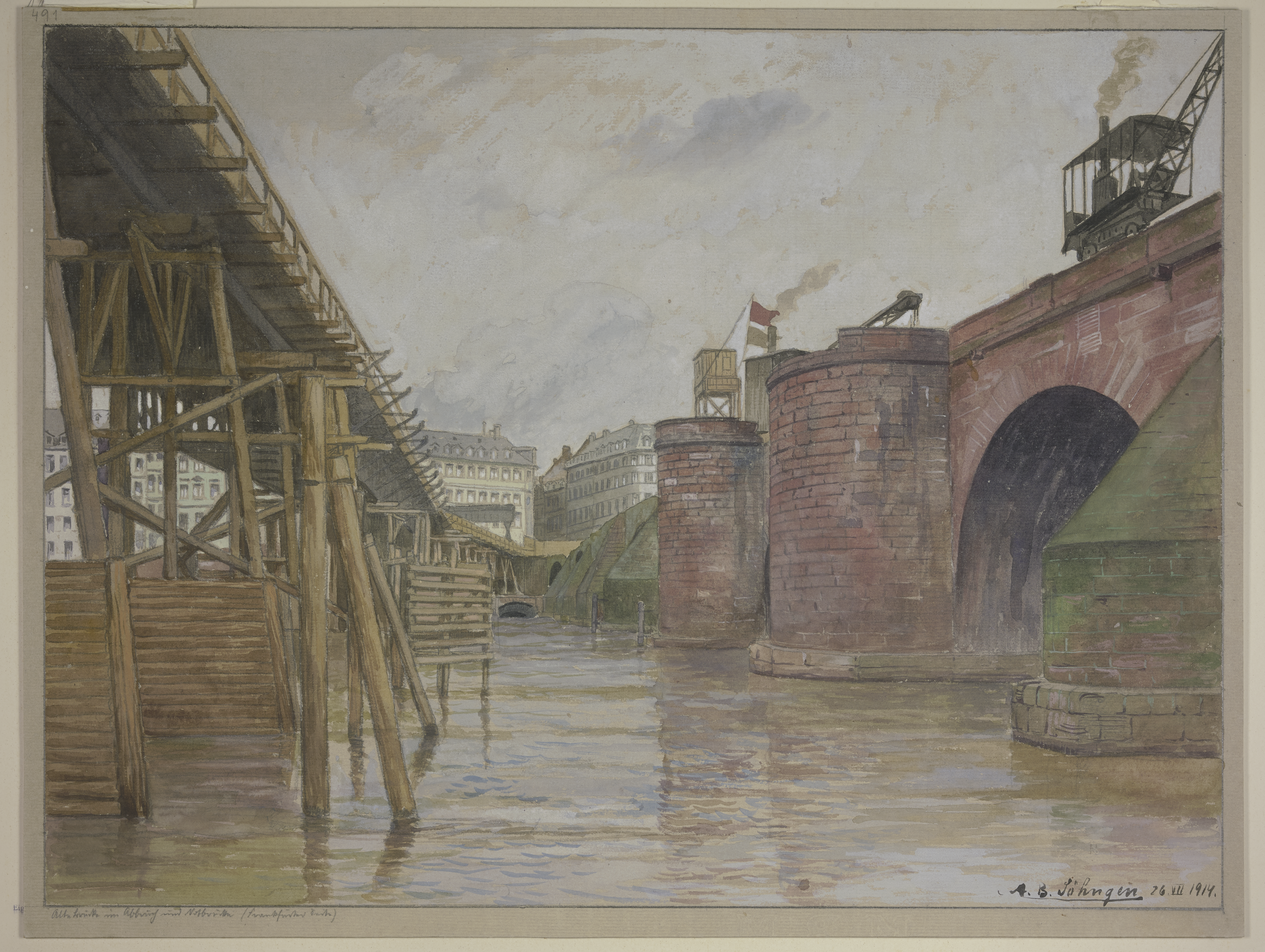
Alte Mainbrücke und Notbrücke, aquarellierte Zeichnung, 1914, Städelsches Kunstinstitut

Söhngen erhielt seine künstlerische Ausbildung in Frankfurt am Main, als Schüler von Edward von Steinle, an der Kunstgewerbeschule Frankfurt sowie in den Jahren 1893 bis 1896 am Städelschen Institut, wo ihn Frank Kirchbach, Eugen Klimsch und Bernhard Mannfeld unterwiesen. Von 1887 bis 1890 leitete er ein Atelier für Dekorationsmalerei in Düsseldorf.
Söhngen war der Vater des 1895 in Frankfurt geborenen Lehrers und Sportfunktionärs Hans Söhngen.